# Tici Aquilí
Tici Aquilí o Titi Aquili (en llatí Titius Aquilinus) va ser un senador romà que va desenvolupar la seva carrera política en el primer terç del segle ii, sota els imperis de Trajà i Hadrià.
Possiblement era d'origen itàlic. El seu únic càrrec conegut va ser el de consul ordinarius l'any 125, sota Hadrià, juntament amb Valeri Asiàtic.